# سید عبدالرحیم
سید عبدالرحیم (۱۷ اوت ۱۹۰۹–۱۱ ژوئن ۱۹۶۳)، معروف به رحیم ساب، مربی فوتبال هندی و مدیر تیم ملی هند از سال ۱۹۵۰ تا زمان مرگش در سال ۱۹۶۳ و بازیکن سابق بود. او را معمار فوتبال مدرن هند هم می‌دانند. او که یک معلم حرفه ای بود، و دوران مربیگری او به عنوان «عصر طلایی» فوتبال در هند تلقی می‌شود.
تحت سرپرستی او، تیم ملی هند در هر دو ویژگی فنی و نوآوری‌های تاکتیکی برتری یافت و لقب «برزیل آسیا» را گرفت. آنها مدال‌های طلا را در بازی‌های آسیایی (۱۹۵۱-دهلی و ۱۹۶۲-جاکارتا) به دست آوردند، در نیمه نهایی بازی‌های المپیک تابستانی بازی کردند (۱۹۵۶-ملبورن) و هند را به اولین کشور آسیایی تبدیل کرد که به این مقام دست یافت. عناوین جام کلمبو را برای سال‌های-(۱۹۵۲-کلمبو و ۱۹۵۴-کلکته) کسب کرد.
سرانجام رحیم در ۱۲ ژوئن ۱۹۶۳ پس از ۶ ماه بستری بودن بر اثر سرطان ریه درگذشت.
فیلم سینمایی میدان بر اساس زندگی او ساخته شده است.